# Emil Salmson
Frans Heinrich Emil Salmson, född 3 januari 1875 i Malmö, död 25 augusti 1940 i Stockholm, var en svensk affärsman och motorman.
Emil Salmson var son till handlaren Joseph Emil Salmson. Efter skolstudier vid Malmö högre allmänna läroverk var han anställd vid faderns grosshandelsfirma 1892–1896 och vid Svenska AB Humber & Co., senare Maskinfabriksaktiebolaget Scania 1896–1902. Från 1902 till sin död arbetade Salmson för A. Wiklunds maskin & velocipedfabrik i Stockholm. Han blev 1902 försäljningschef, 1905 kontorschef och 1912 vice vd. 1916–1933 var han bolagets vd och därefter ordförande i dess styrelse. I yngre dagar var Salmson en ivrig tävlingscyklist och erövrade i denna gren omkring 150 pris i tävlingar i Sverige, Danmark och Tyskland 1890–1895. I den första automobiltävlingen i Sverige 1905 erövrade han första pris, och därefter tog han bland annat KAK:s vinterpokal 1906, 1907 och 1908. Han upphörde med tävlingsbilismen 1909. Alltifrån starten 1903 tillhörde Salmson Kungliga Automobil Klubbens styrelse, 1917 blev han dess andre vice ordförande och 1933 dess förste vice ordförande. Salmson deltog verksamt i arbetet för motorismens utveckling, för ett sunt tävlingsväsen, för trafikens ordnande och bilismens turistproblem. Han tog initiativet till grundandet av Svensk Motortidning och var under senare år ordförande i dess styrelse. Bland de många kommittéer, där han togs i anspråk, märks de sakkunniga för revision av automobilförordningen 1911–1912. Han tillhörde dessutom ledningen i den svenska motorhandelns organisationer, bland annat som ordförande i Svensk automobilhandlarförening. Salmson är gravsatt i Gustav Vasa kyrkas kolumbarium i Stockholm. 